# 藤田純孝
藤田 純孝（ふじた すみたか、1942年12月24日 - ）は、日本の実業家。伊藤忠商事代表取締役最高財務責任者や、同社代表取締役副会長、日本CFO協会理事長、オリンパス取締役会議長、オリエントコーポレーション取締役、古河電気工業取締役、日本板硝子取締役、NKSJホールディングス取締役等を歴任。

## 人物・経歴
兵庫県出身。1961年灘高等学校卒業。1965年神戸大学経済学部卒業、伊藤忠商事入社。1966年海外研修生としてストラスブール大学に留学。1979年伊藤忠商事ロンドン支店機械部ロンドン駐在。1991年伊藤忠アメリカ会社企画統轄室長。1994年伊藤忠商事業務部長。1995年伊藤忠商事取締役業務部長。1997年伊藤忠商事常務取締役経営企画担当役員補佐。1998年伊藤忠商事常務取締役財務・経理担当役員。
1999年から伊藤忠商事代表取締役専務 CFOとして、経営構造改革にあたるなどした。2001年伊藤忠商事代表取締役副社長 CFO兼経営企画・財務・経理・審査担当役員。2003年伊藤忠商事代表取締役副社長職能管掌兼CFO兼チーフコンプライアンスオフィサー。2006年伊藤忠商事代表取締役副会長。同年伊藤忠商事取締役副会長社長補佐。
2007年オリエントコーポレーション取締役、東京商工会議所特別顧問、日本経団連OECD諮問委員会委員長代行、日本・スリランカ経済委員会委員長、大メコン圏ビジネス研究会会長。2008年伊藤忠商事相談役、古河電気工業取締役、日本興亜損害保険監査役、日本トルクメニスタン経済委員会会長、ロシアNIS貿易会副会長。2009年日本板硝子取締役。2010年NKSJホールディングス取締役。2011年伊藤忠商事理事、日本CFO協会理事長。2012年オリンパス取締役、明治大学国際総合研究所フェロー。2023年日本CFO協会名誉相談役。日本国際問題研究所相談役なども務めた

## 編著
- 『CFOの挑戦―最高財務責任者が担うコーポレートガバナンスと企業価値創造』ダイヤモンド社 2015年